# Ewangelicko-Luterański Kościół Finlandii

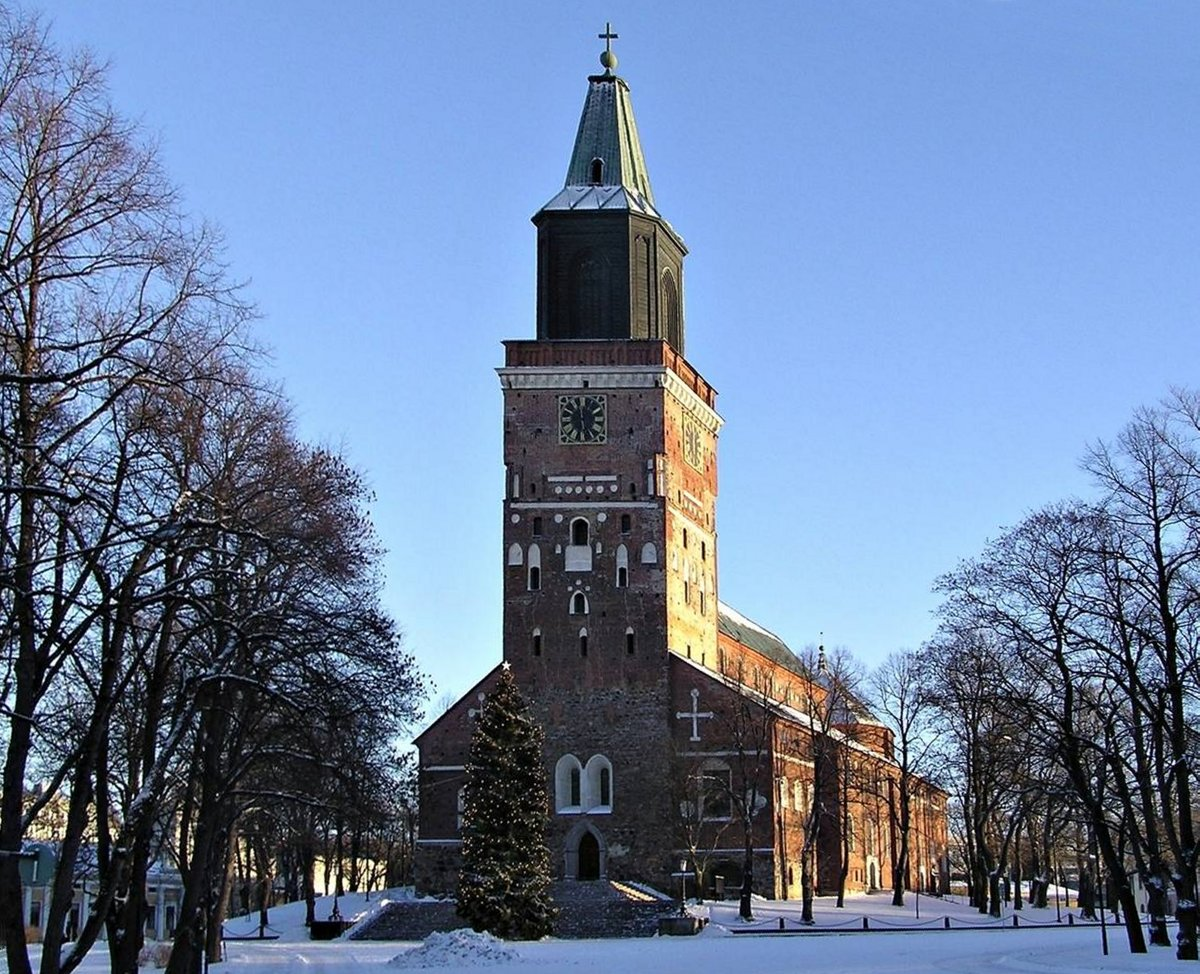
Katedra w Turku

Ewangelicko-Luterański Kościół Finlandii (fiń. Suomen evankelis-luterilainen kirkko, szw. Evangelisk-lutherska kyrkan i Finland) – Kościół luterański, będący narodowym Kościołem Finlandii.
Ewangelicko-Luterański Kościół Finlandii jest największą wspólnotą religijną działającą w kraju. W 2022 roku jego członkami było 65,2% obywateli. Licząc 3,6 miliona członków, jest jednym z największych kościołów luterańskich na świecie. Jego głową jest arcybiskup Turku, obecnie Tapio Luoma, który 1 marca 2018 roku zastąpił poprzedniego arcybiskupa Kari Mäkinena.

## Pozycja w fińskim społeczeństwie
Kościół luterański ma status religii państwowej razem z Fińskim Kościołem Prawosławnym. Fińskie społeczeństwo przechodzi jednak proces laicyzacji, wskutek czego liczba wiernych kościoła zmniejsza się, jednakże nadal przynależy do niego znaczna większość mieszkańców kraju, pełni on ważną rolę w uroczystościach państwowych i ma prawo do pobierania podatku od swoich członków. Chęć uniknięcia płacenia podatku kościelnego pozostaje jedną z głównych przyczyn odchodzenia wiernych od kościoła.
W ostatnim czasie wzrasta liczba osób opuszczających Kościół. W 2010 roku 83 097 członków odeszło od kościoła, co jest w dużej mierze spowodowane przez telewizyjną dyskusję z 12 października 2010 o prawach homoseksualistów, kiedy zarówno zdania świeckich, jak i duchownych na temat zmian w prawie były podzielone. Fińska minister odpowiedzialna za sprawy kościelne, Päivi Räsänen, przyjęła stanowisko przeciwko homoseksualizmowi i prawom osób LGBT w związku z kwestią odchodzenia z kościoła członków, którzy mają bardziej umiarkowane poglądy na ten temat.
Oprócz uroczystości religijnych, parafie luterańskie w Finlandii włączają się w organizację zajęć niereligijnych. Podobnie jak w innych krajach skandynawskich, wiele osób uczęszcza do kościoła sporadycznie lub okazjonalnie, na śluby czy uroczystości Bożego Narodzenia.
W 2019 roku Kościół udzielił poparcia „Paradzie dumy” – corocznemu marszowi fińskich środowisk LGBT+, co spotkało się z krytyką byłej minister spraw wewnętrznych Päivi Räsänen.

## Historia

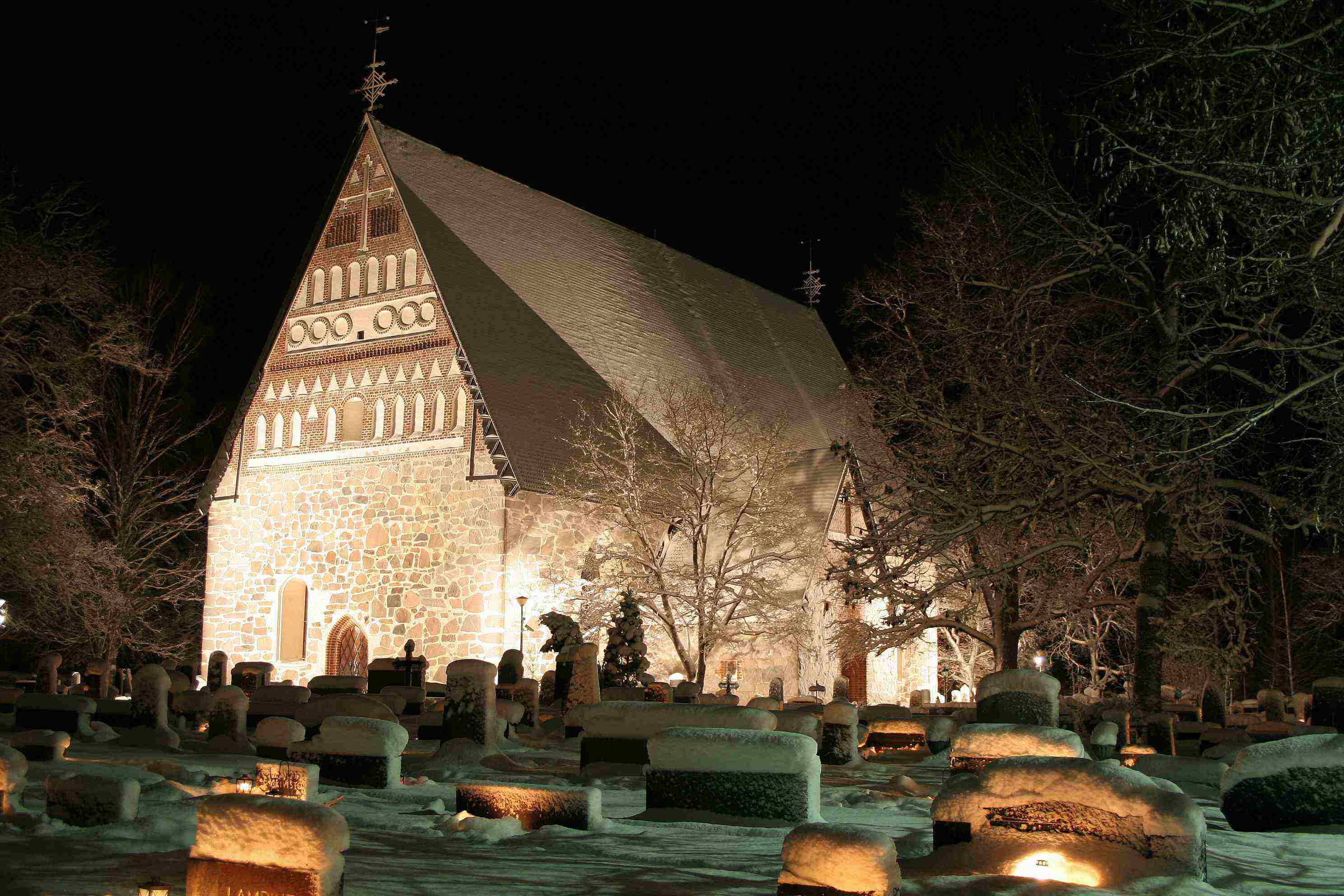
Kamienny kościół w Hollola z lat 1495–1510

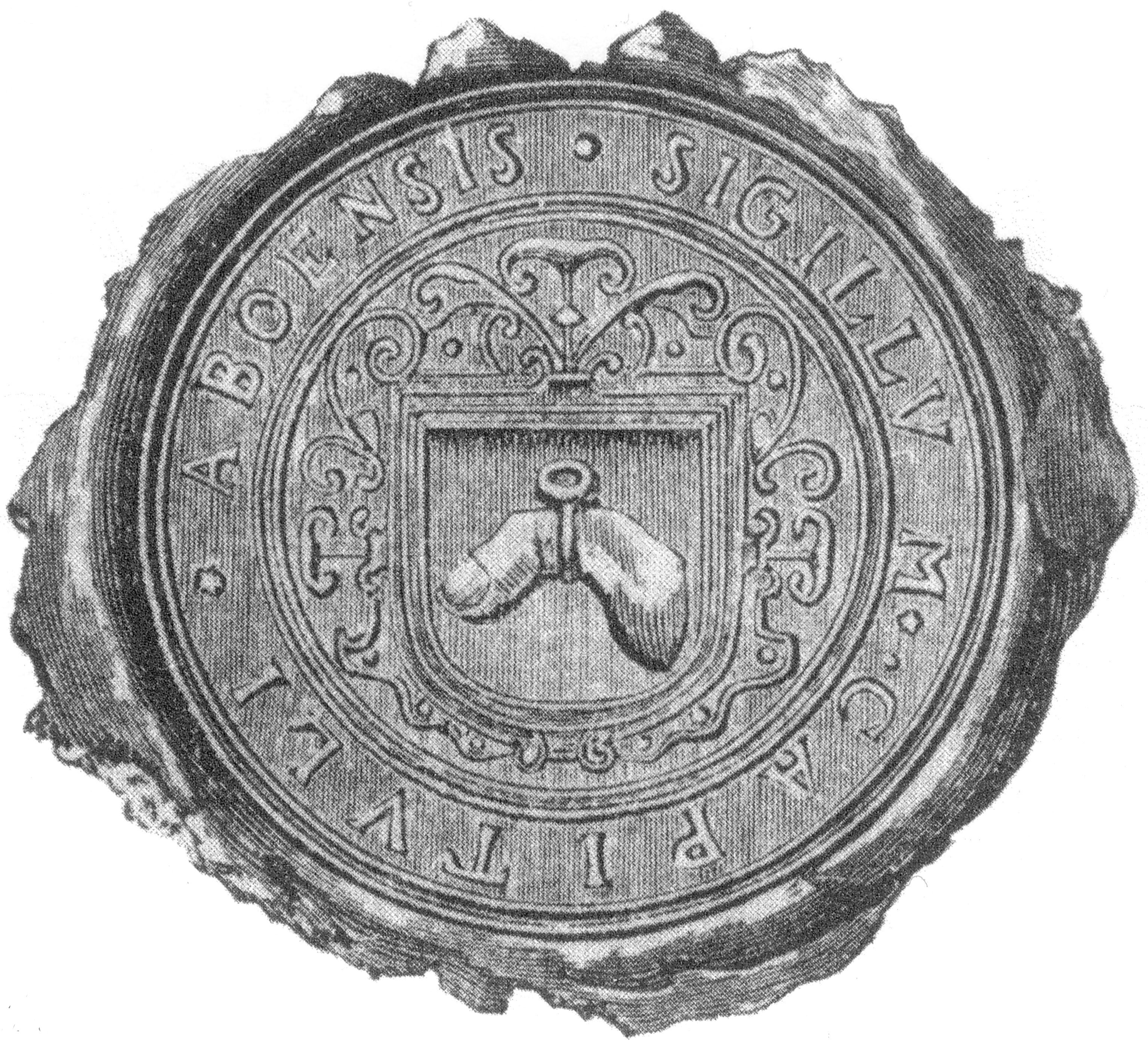
Pieczęć diecezji Turku z XVI i XVII wieku

### Część Kościoła Szwecji
Reformacja w Szwecji została zapoczątkowana przez króla Gustawa Wazę, który chciał skonfiskować majątek kościelny. Ostatecznie reformacja dokonana została w latach dwudziestych XVII wieku. W Finlandii, która znajdowała się wtedy pod szwedzkim zwierzchnictwem, zamek biskupi Kuusisto oraz większość majątku klasztorów została odebrana na rzecz państwa. Pierwszym biskupem Turku podczas trwania reformacji został Martinus Johannis Skytte, który zachował większość form katolickich w diecezjach, które były częścią niezależnego Kościoła Szwecji. Po jego śmierci, diecezja Turku została podzielona na mniejsze – Turku i Viipuri, które później zostały przekształcone w diecezję Tampere.
Reformy doktrynalne wewnątrz kościoła nastąpiły po objęciu kierownictwa przez Mikaela Agricolę, który studiował na uniwersytecie w Wittenberdze. Przetłumaczył Nowy Testament i dużą część Starego Testamentu na język fiński, ponadto napisał wiele tekstów liturgicznych w duchu reformacyjnym, jednak pozostawił wiele cech katolickich, takich jak obchody świąt takich jak Nawiedzenia Najświętszej Maryi Panny, Podwyższenia Krzyża Świętego, czy stosowanie mitry. Nawet obrazy i figury katolickich świętych pozostawiono w kościołach, lecz nie były już one czczone. Agricola był pierwszym biskupem Turku, który był żonaty.
Ostatecznie reformacja Kościoła Szwecji została zakończona w drugiej połowie XVI wieku. Kolejne lata uznawane są za czas luterańskiej ortodoksji. Członkostwo w kościele było obowiązkowe, tak samo jak cotygodniowe uczestnictwo w nabożeństwach. Brak przynależności do kościoła państwowego karany był śmiercią, a nieuczęszczanie na nabożeństwa – grzywną. W Karelii prześladowana była ludność prawosławna, która w dużym stopniu emigrowała do Rosji. Rozpoczęto również edukację wiernych. Każdy członek kościoła był zobowiązany znać podstawy dogmatów wiary chrześcijańskiej. Aby do tego doprowadzić, rozpoczęto edukację dzieci w czytaniu oraz religii. Również kształcenie kapłanów zostało ulepszone razem z ufundowaniem Królewskiej Akademii Turku.
Na początku XVIII wieku, w wyniku III wojny północnej, Rosja rozpoczęła okupację Finlandii. Naprawa zniszczeń wojennych zajęła kilkadziesiąt lat. W części kraju zajętej przez Rosjan, Kościół nadal prowadził działalność, teraz pod panowaniem Rosji. Zarówno w Szwecji, jak i w Finlandii, duży wpływ na Kościół miały idee Oświecenia, które doprowadziły do jego sekularyzacji. Wystawny tryb życia duchowieństwa wzbudzał niezadowolenie społeczne, wyrażane w popularnych ruchach odnowy.

### Niezależny Kościół państwowy

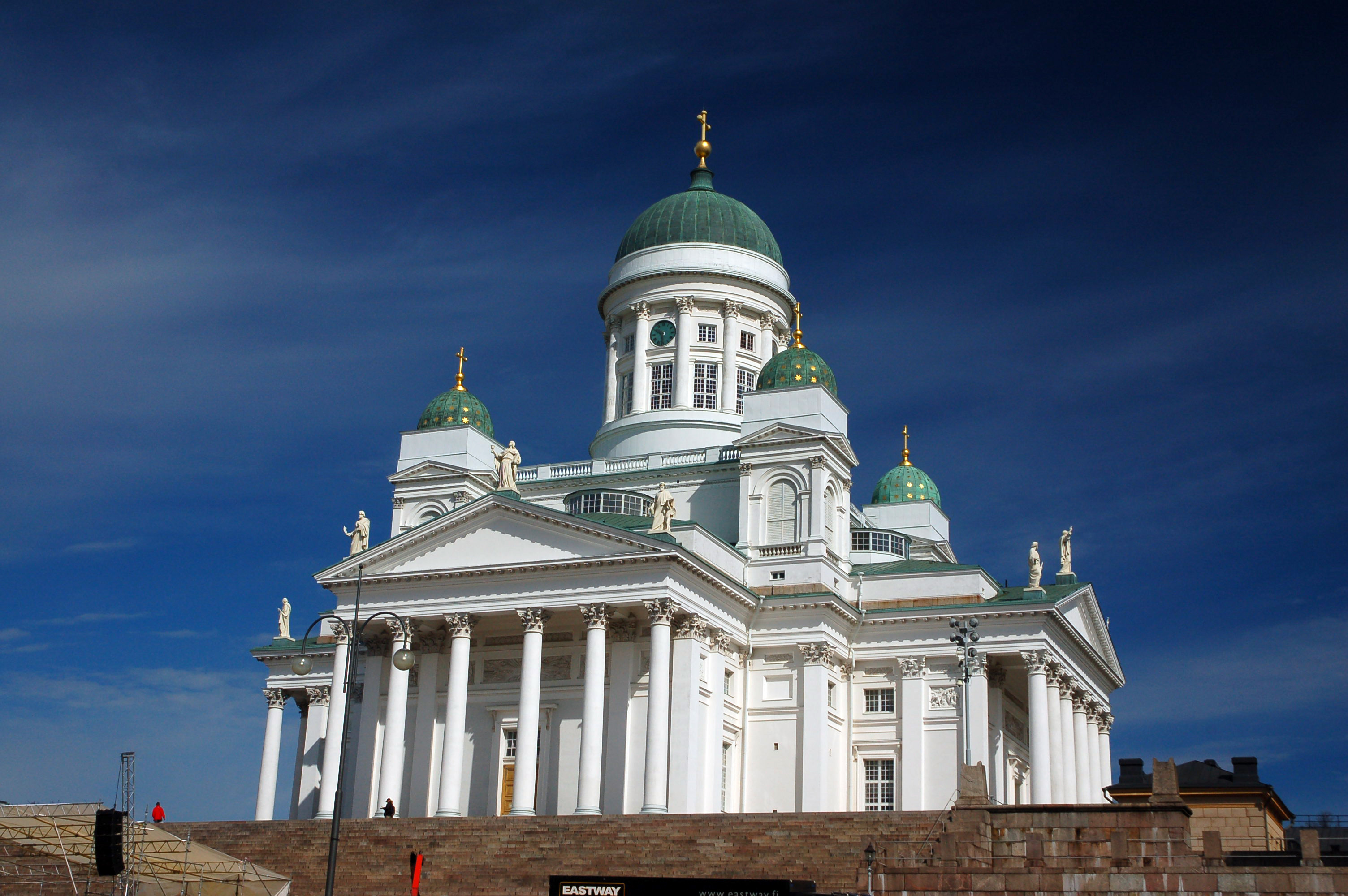
Katedra w Helsinkach, budowana w latach 1832–1852

Ewangelicko-Luterański Kościół pozostaje następcą Kościoła Szwecji na terenach, które zostały włączone do Wielkiego Księstwa Finlandii, będącego częścią Imperium Rosyjskiego. Od tego czasu dzieli miano kościoła państwowego razem z Fińskim Kościołem Prawosławnym. W 1869 roku nowa Ustawa Kościelna została przyjęta przez Lantdag. Oddzielała ona instytucje państwa i kościoła, tworząc dla niego nowe ciało ustawodawcze w postaci Synodu, który miał mieć wyłączne prawo do proponowania zmian w Ustawie Kościelnej, a propozycje te powinny być przekazywane do rozpatrzenie przez Lantdag i rosyjskiego cara. Rok wcześniej, parafie luterańskie zostały oddzielone od gmin i otrzymały własne organy administracyjne oraz finansowe. Kościół uznał rozdział od państwa, ponieważ dzięki temu uzyskiwał większą niezależność. W 1889 roku uchwalono kolejną ustawę, pozwalającą na swobodne działanie w kraju innych kościołów. Luteranie otrzymali prawo do opuszczenia ich kościoła i przejścia na inną religię, natomiast od 1920 roku umożliwiono odejście od kościoła państwowego bez zmiany religii na inną.
XIX wiek przyniósł kilka ruchów odrodzenia w kościele, z których cztery (Rukoilevaisuus, Herännäisyys, Evankelisuus, Laestadianism) były szczególnie widoczne. Napotkały się one z dużym oporem biskupów oraz warstw wykształconych, stały się jednak popularne w środowiskach wiejskich. W fińskiej histografii uważane są za część ruchów społecznych spowodowanych przez jego modernizację.
Pod koniec XIX wieku Kościół zaczął stawać w opozycji do liberalizmu. To stanowisko było szczególnie krytykowane przez ludność robotniczą. Kościół stawiał czoła również nowym wspólnotom religijnym, takim jak baptyzm czy metodyzm. Reakcją kościoła luterańskiego było zezwolenie na działanie ruchów odrodzeniowych w jego łonie oraz rozpoczęcie działalności dla młodzieży, jak choćby szkoły niedzielne czy stowarzyszenia chrześcijańskie. Luteranizm miał duży wpływ na fiński nacjonalizm. Najważniejszy z jego filozofów, Johan Wilhelm Snellman, uważał tę religię za ważną część fińskiej tożsamości narodowej, chociaż był krytycznie nastawiony do Kościoła jako organizacji.

### Rozdział Kościoła od państwa

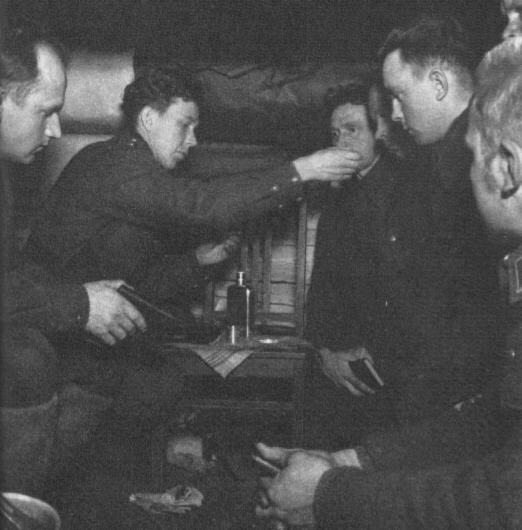
Fiński kapelan wojskowy udziela Eucharystii żołnierzom podczas wojny zimowej

Na początku XX wieku Lantdag został zastąpiony przez jednoizbowy parlament wybierany w powszechnych wyborach. Zmiana Ustawy Kościelnej w 1908 roku uwolniła wiernych od obowiązku przyjmowania Sakramentu Ołtarza przynajmniej raz w roku. Skutkiem tego było zmniejszenie się liczby uczestniczących w obrzędach, co stało się sprawą osobistego wyboru.
Uzyskanie niepodległości przez Finlandię zostało poprzedzone przez wojnę domową w kraju. Kościół Luterański poparł siły Białych, gdyż Czerwoni zaangażowani byli w antyklerykalizm i dopuszczali się nawet mordowania księży. W nowej konstytucji z 1919 roku określono prawo do pozostawania bezwyznaniowym oraz wolności religijnej. W 1923 roku prawa te zostały potwierdzone przez Ustawę o Wolności Religijnej. Chociaż gwarantowała prawo każdego Fina do odejścia z Kościoła i tym samym niepłacenia podatku kościelnego, większość ludności pozostała jego członkami, niezależnie od poglądów politycznych.
Podczas II wojny światowej Kościół pozostawał ważną częścią polityki nacjonalizmu. Jednak Kościół zaangażowany był w prace społeczne, więc  utrzymywał bliższe kontakty z ruchem robotniczym. Po zakończeniu wojny, kapłani dalej prowadzili pracę duszpasterską w fabrykach i innych miejscach bliskich zwykłym mieszkańcom kraju. Pojawiły się nowe formy działalności kościelnej, a pozycja świeckich została w nim wzmocniona. Tak zwany piąty ruch odrodzenia powstał w wyniku doświadczeń czasów wojny. Kadencja dwóch arcybiskupów, byłych kapelanów wojskowych, Marttiedo Simojokiego i Mikko Juvy objęła okres 20 lat.
W latach 60. XX wieku Kościół napotkał silny opór ze strony radykalnej lewicy. Uznawano, że jest to staromodny model twierdzy reakcji, krytykowano zwłaszcza podstawy systemu Kościoła państwowego. Proces pisarza Hannu Salamy o bluźnierstwo stał się cause célèbre dla tego stanowiska. Pisarz został skazany na trzy miesiące więzienia w zawieszeniu, a następnie ułaskawiony przez prezydenta Urho Kekkonena. Kolejną krytykowaną sprawą był zakaz organizowania publicznych zabaw tanecznych oraz wyświetlania filmów w soboty przed niektórymi niedzielami. Zakaz zniesiony został w 1968 roku.
Kościół odpowiedział na tę sytuację przez modernizację. W latach 70. rozpoczęto prace nad nowym fińskim tłumaczeniem Biblii i śpiewnika, który zawierał wiele nowoczesnych pieśni i został wprowadzony w 1986 roku, tłumaczenie Biblii zostało zatwierdzone w 1992 roku. W 1986 roku Synod pozostawał otwarty na kwestię kapłaństwa kobiet. Zmiana ta napotkała silny sprzeciw i jest uważana za kontrowersyjną.

## Nauka

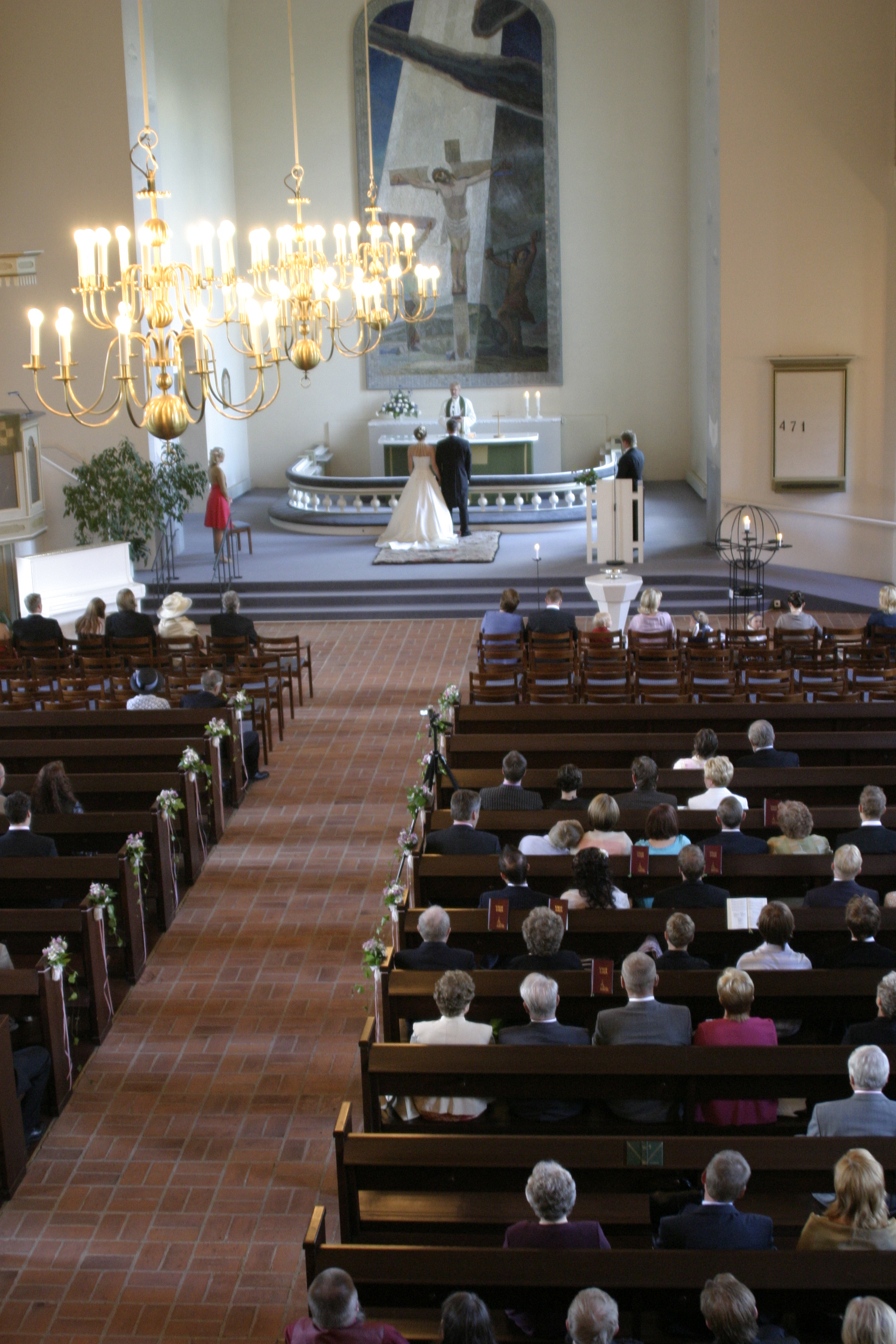
Ceremonia ślubna w Kiuruvesi

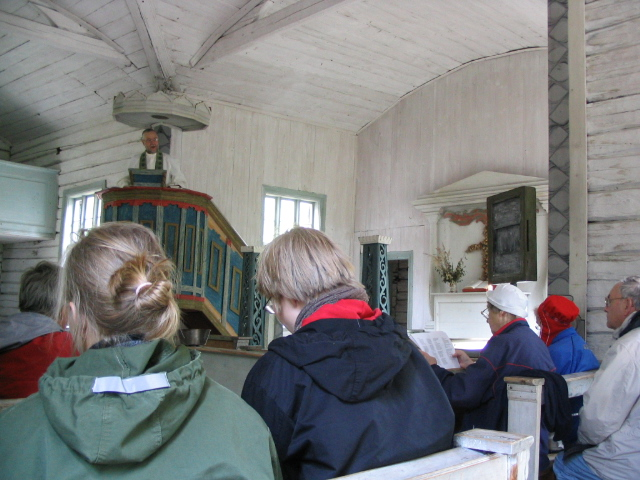
Nabożeństwo w dniu przesilenia letniego

Ewangelicko-Luterański Kościół Finlandii uważa się za członka jedynego, świętego, powszechnego i apostolskiego kościoła. Doktrynalnie odwołuje się do nauk Marcina Lutra. Jest członkiem Światowej Federacji Luterańskiej oraz Wspólnoty Porvoo. Wiara kościoła przedstawione są przez trzy wyznania wiary: Apostolskie wyznanie wiary, Nicejskie wyznanie wiary oraz Atanazjańskie wyznanie wiary, a także Księgę zgody.
W większości kwestii uznawanych za kontrowersyjne, Kościół prezentuje neutralne stanowisko. Nie jest zwolennikiem kreacjonizmu, lecz głosi, że:
Bóg jest stworzycielem wszystkiego, swoim Słowem utworzył cały świat. Nauka bada tajemnicę genezy świata, jak również ewolucji przyrody i ludzi. Ufa wierze, że u wszystkich jest twórcza wola Boża i miłość do stworzenia.
Przyjmuje bez zastrzeżeń doktrynę o dziewiczym poczęciu oraz zmartwychwstaniu. Kościół zezwala na pracę jego członków w charakterze personelu wojskowego lub sędziów, uważając te zawody za ważne dla społeczeństwa. Jego relacja co do seksualności jest niejasna. Potępia seks przedmałżeński, jednak w stosunku do seksu małżeńskiego stwierdza jedynie, że:
Seksualność odłączona od miłości i odpowiedzialności zniewala ludzi, przynosząc szkody dla siebie i innych.
Rozwód i późniejsze ponowne małżeństwo są akceptowane, jednak z zastrzeżeniami. Zezwala również na aborcję uważając, że kobieta ma prawo decydowania o własnym ciele, jednak nie powinna być pozostawiona sama w podjęciu tej decyzji. W kwestiach LGBT nie zostało przyjęte jednoznaczne stanowisko. Synod stwierdził, że mniejszości seksualne nie powinny być odrzucane lub prześladowane, powinni się oni jednak powstrzymać od uprawiania seksu, ale powinno być to uczynione z potrzeby miłości i aby zrozumieć ich seksualność oraz ograniczenia, jak i pozytywne aspekty z tego wynikające.
Sukcesja apostolska uważana jest za zachowaną przez odpowiednie wyświęcenie biskupa Mikaela Agricolę, jednak została przerwana w 1884 roku i przywrócona ponownie w 1930. Jednak pojęcie sukcesji apostolskiej ważne jest głównie w kontekście kontaktów ekumenicznych, zwłaszcza z kościołami anglikańskimi. W teologii kościoła do jego ważnych znaków należy jedynie głoszenie ewangelii oraz udzielanie sakramentów zgodnie z poleceniem Chrystusa.
Centralnym punktem doktryny kościoła jest nauka o usprawiedliwieniu. Człowiek jest zawsze grzeszny, a tylko wiara, a nie uczynki, jest podstawą usprawiedliwienia przed Bogiem. Chrześcijanie zostaną zbawieni z niezasłużonej łaski Boga, przez ofiarę, jaką złożył Jezus na krzyżu. Człowiek jest jednocześnie grzeszny i sprawiedliwy. Chrystus powróci, a wtedy wszyscy staną przed jego sądem. Wiecznego potępienia można uniknąć jedynie dzięki jego łasce.
Zbawcza łaska staje się widoczna w dwóch sakramentach – chrzcie i Sakramencie Ołtarza. Praktykowany jest chrzest niemowląt. Każdy chrześcijanin może wykonać ważny chrzest, lecz w zwykłych warunkach powinien tego dokonać kapłan. Chrzest nadzwyczajny, wykonany przez zwykłego członka kościoła, powinien być niezwłocznie zgłoszony do parafii, w której miał on miejsce. W Sakramencie Ołtarza (Eucharystii) Chrystus ofiaruje wiernym do spożywania własne ciało i własną krew. Kościół Finlandii stosuje eucharystię zamkniętą, jednak nie ma żadnych ograniczeń dla swoich wiernych w jej spożywaniu, wystarczy tylko wiara w realną obecność ciała i krwi Jezusa w spożywanych pokarmach. Dzieci mogą przyjmować komunię, jeżeli rodzice wytłumaczyli im sens tego sakramentu. Jeżeli dana osoba jest w śmiertelnym niebezpieczeństwie, a chce przyjąć komunię, każdy chrześcijanin ma prawo udzielenia jej ważnego sakramentu. Zwykle jednak sprawowanie Sakramentu ołtarza zastrzeżone jest dla kapłanów.
Stanowisko kościoła wobec spraw społeczeństwa zmieniło się znacznie w ostatnim stuleciu. Podczas, gdy dawniej był uważany za konserwatywny, obecnie postrzegany jest za lewicowy. Synod biskupów wielokrotnie ostro krytykował gospodarkę rynkową. Kościół popiera fiński model państwa opiekuńczego, widzi zagrożenie w globalizacji i neoliberalizmie. Doprowadziło to do jego krytyki przez frakcje konserwatywne, które zarzucają kościołowi bycie religijnym ramieniem socjaldemokracji. Oficjalnie Kościół nie popiera żadnego stronnictwa politycznego, ale pracuje na rzecz najbardziej potrzebujących członków społeczeństwa.
Kościół luterański nie kontroluje swoich członków w sposób ścisły. Rytuały, takie jak śluby czy pogrzeby są traktowane za najważniejsze powody, aby pozostać jego członkiem.
Historia kościoła notuje pięć ruchów przebudzeniowych w jego łonie.

## Duchowieństwo
Obowiązkowe jest posiadanie tytułu magistra teologii przed ordynowaniem na duchownego. Kościół prowadzi również własny program kształcenia podyplomowego. Nowo wyświęcony duchowny może zostać pastorem parafialnym (fiń. seurakuntapastori). Aby ubiegać się o stanowisko wikarego (kirkkoherra) lub kapelana (kappalainen), należy wcześniej uzyskać tytuł pastora (pastoraalitutkinto), natomiast w celu zakwalifikowania się na stanowisko wikariusza generalnego (tuomiorovasti) lub dziekana diecezji (hiippakuntadekaani), należy uprzednio pozyskać tytuł pastorski wyższego stopnia (ylempi pastoraalitutkinto).

## Organizacja

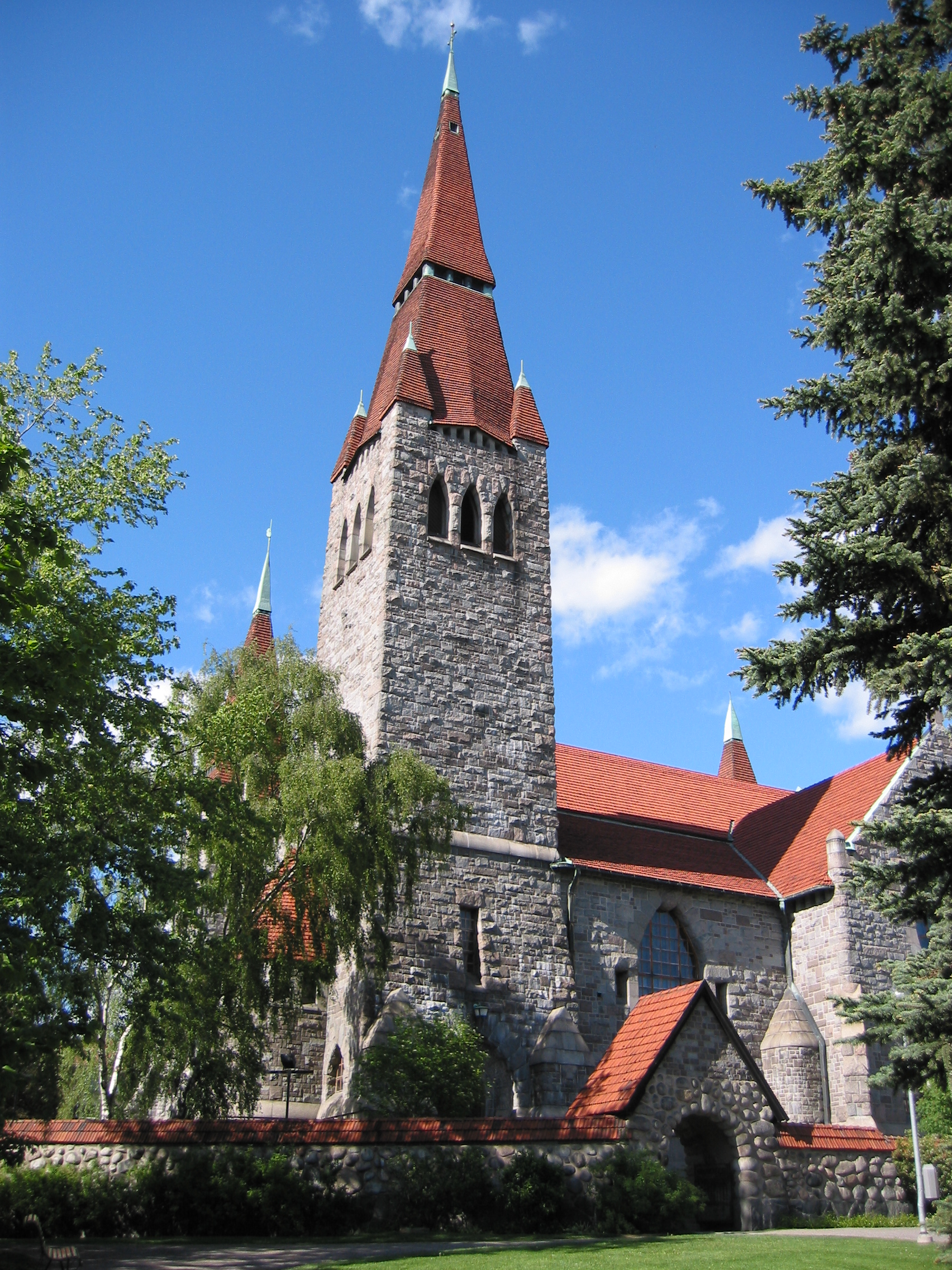
Katedra w Tampere

Organizacja kościoła opiera się na podziale geograficznym. Każdy członek należy do parafii odpowiedniej dla jego miejsca zamieszkania. Granice parafii pokrywają się zwykle z granicami miejscowości, duże miasta podzielone są zwykle na więcej parafii. Liczba ich członków waha się od kilkuset w małych ośrodkach do nawet 60 000 w parafii Malmi w Helsinkach. Zgodnie z Ustawą Kościelną, parafie są odpowiedzialne za wszystkie prace prowadzone przez Kościół. Przewodniczą im wikariusz oraz Rada Parafialna, wybierani w równym, zamkniętym głosowaniu. Rada wybierana jest na czteroletnią kadencję, natomiast wikariusz – do końca życia lub ukończenia 68 lat. Parafia posiada osobowość prawną, oraz może opodatkowuje swoich członków. Mniej zamożne mogą być wspomagane również ze środków centralnej administracji. Parafie zobowiązane są do wpłaty 10% swoich dochodów do kasy kościoła i diecezji.
Najwyższym organem decyzyjnym jest Synod, który zbiera się dwa razy w roku. Świeccy stanowią większość Synodu, jednak część miejsc jest zarezerwowana dla duchowieństwa. Proponuje on zmiany w Ustawie Kościelnej, zajmuje się zagadnieniami doktrynalnymi i określa księgi kościoła, kieruje jego aktywnością, administracją i finansami. Wybory jego członków odbywają się co cztery lata.
Ewangelicko-Luterański Kościół Finlandii podzielony jest na dziewięć diecezji. Każda z nich administrowana jest przez biskupa (z wyjątkiem diecezji Turku, która posiada zarówno biskupa, jak i arcybiskupa) oraz kapitułę katedralną. Istnieje osiem diecezji regionalnych, natomiast jedna obejmuje wszystkie parafie szwedzkojęzyczne na terenie kraju.
| Diecezja            | Utworzono | Katedra              | Obecny biskup                    |                               |
| ------------------- | --------- | -------------------- | -------------------------------- | ----------------------------- |
| Archidiecezja Turku | 1156      | Katedra w Turku      | Arcybiskup Tapio Luoma (2018)    | Biskup Kaarlo Kalliala (2011) |
| Diecezja Tampere    | 1554      | Katedra w Tampere    | Biskup Matti Repo (2008)         |                               |
| Diecezja Oulu       | 1851      | Katedra w Oulu       | Biskup Jukka Keskitalo (2018)    |                               |
| Diecezja Mikkeli    | 1897      | Katedra w Mikkeli    | Biskup Seppo Häkkinen (2009)     |                               |
| Diecezja Porvoo     | 1923      | Katedra w Porvoo     | Biskup Bo-Göran Åstrand (2019)   |                               |
| Diecezja Kuopio     | 1939      | Katedra w Kuopio     | Biskup Jari Jolkkonen (2012)     |                               |
| Diecezja Lapua      | 1959      | Katedra w Lapua      | Biskup Simo Peura (2004)         |                               |
| Diecezja Helsinek   | 1959      | Katedra w Helsinkach | Biskup Teemu Laajasalo (2017)    |                               |
| Diecezja Espoo      | 2004      | Katedra w Espoo      | Biskup Kaisamari Hintikka (2019) |                               |

Biskupem polowym jest od 2012 Pekka Särkiö.
Kościół jest aktywnie zaangażowany w działania ekumeniczne i jest członkiem Światowej Rady Kościołów i Konferencji Kościołów Europejskich.